# Церква Святого Серця Христового (Київ)
Це́рква Свято́го Се́рця Христо́вого («Га́лицька») — колишній греко-католицький храм у Києві, збудований у 1917 році та знищений 1935 року. Перший у новітній історії Києва греко-католицький храм. Знаходилася на місці будинку № 12 по вул. Володимира Винниченка.

## Історія храму
Під час Першої світової війни у місті з'явилося багато галичан, тому 1917 року Андрей Шептицький висловив ідею будівництва в місті греко-католицького храму.
6 жовтня 1917 року було подано проект храму, згідно з яким це мав бути традиційний галицький дерев'яний храм, тридільний та однобаневий. Вочевидь у грудні 1917 року храм було збудовано, адже тоді о. М. Щепанюка було призначено першим настоятелем храму.
Храм діяв і після встановлення радянської влади. У листопаді 1920 року було зареєстровано греко-католицьку громаду.
Та в листопаді 1934 року церкву було закрито, а 1935 року — знесено.
У 1950-х роках на місці храму спорудили будівлю районного комітету КПУ, з 1992 по 2012 роки в ній працювало Посольство США в Україні.